# Xiji
För andra betydelser, se Xiji (olika betydelser).
Xiji är ett härad som lyder under Guyuans stad på prefekturnivå i den autonoma regionen Ningxia i nordvästra Kina.